# Ciao cialtroni!
Ciao cialtroni! è un film italiano del 1979 diretto da Danilo Massi.

## Trama
Matteo invita i suoi tre amici storici a trascorrere la fine dell'anno nell'albergo di famiglia a Civitanova Marche. Luca è il letterato del gruppo, prossimo scrittore. Andrea è un meccanico disoccupato, alla ricerca del padre sparito in Africa. Saro, per nascondere i problemi della sua vita, è autore di scherzi e sempre alla ricerca di avventure sentimentali.

Assieme ai quattro giovani c'è Peppino, il barista vittima preferita di scherzi e trabocchetti, e frà Giovanni, a suo modo guida spirituale, la cui morte improvvisa sconvolgerà il gruppo. Ma la definitiva rottura degli equilibri interni sarà causata da Barbara, una giovane e avvenente ragazza in fuga momentanea dall'amante, dopo la sua fugace apparizione i quattro si divideranno scegliendo strade diverse.

## Produzione
Il film fu girato a Civitanova Marche, Portonovo e Ancona nelle Marche.